# Kaprijke
Kaprijke és un municipi belga de la província de Flandes Oriental a la regió de Flandes. Està compost per les seccions de Kaprijke i Lembeke.

## Seccions
| #  | Nom      | Superfície | Població (2009) |
| -- | -------- | ---------- | --------------- |
| I  | Kaprijke | 14,68      | 2651            |
| II | Lembeke  | 19,01      | 3418            |

## Evolució demogràfica
- Fonts:NIS, www.meetjesland.be i ajuntament de Kaprijke
- 1977: annexió de Lembeke

## Situació
- a. Bassevelde (Assenede)
- b. Oosteeklo (Assenede)
- c. Sleidinge (Evergem)
- d. Waarschoot
- e. Eeklo
- f. Sint-Laureins
- g. Sint-Jan-in-Eremo (Sint-Laureins)
- h. Watervliet (Sint-Laureins)

## Personatges il·lustres
- Hippoliet Van Peene, autor de De Vlaamse Leeuw